# Noordelijke klapekster
De noordelijke klapekster (Lanius borealis) is een zangvogel uit de familie Laniidae (klauwieren). Eerder werd deze vogel beschouwd als een ondersoort van de (gewone) klapekster (L. excubitor). Qua uiterlijk en gedrag lijken de soorten sterk op elkaar.

## Verspreiding en leefgebied
De soort komt voor in een groot gebied in Noord-Azië en het noordelijk deel van Noord-Amerika. Daarbinnen worden de volgende vijf ondersoorten onderscheiden:
- L. b. sibiricus: centraal en oostelijk Siberië, noordelijk Mongolië en zuidoostelijk Rusland.
- L. b. bianchii: Sachalin en de Koerilen.
- L. b. mollis: het zuidelijke deel van Midden-Rusland en noordwestelijk Mongolië.
- L. b. funereus: oostelijk Kazachstan, Kirgizië en noordwestelijk China.
- L. b. borealis: Alaska en Canada

## Status
De grootte van de populatie is in 2004 geschat op een miljoen vogels. Op de Rode lijst van de IUCN heeft deze soort de status niet bedreigd.